# Skrawność
Skrawność – zdolność narzędzia do wykonywania obróbki skrawaniem.
Wskaźniki skrawności:
- trwałość ostrza
- jakość powierzchni obrabianej
- opory skrawania
- sposób łamania wiórów